# Wernher von Braun
Wernher Magnus Maximillian Freiherr von Braun (*23. marec 1912, Wirsitz, † 16. junij 1977, Aleksandrija, ZDA) je bil nemški raketni inženir, pionir in vizionar astronavtike. Slovi zaradi svojih pionirskih dosežkov kot vodilni konstruktor prve uporabne rakete na tekoče gorivo (A-4, med letoma 1944/45 imenovana V-2), po drugi pa je sporen zaradi svojega sodelovanja z nacionalsocialistično Nemčijo.

## Otroštvo in izobrazba
Že kot otrok se je von Braun zanimal za glasbo in naravoslovje. Navdušenje za astronomijo mu je vzbudila mati, ki mu je za konfirmacijo podarila teleskop. S trinajstimi leti je v berlinskem živalskem vrtu eksperimentiral z raketami za ognjemete. Ko je prebral knjigo Raketa za planetarni prostor (Die Rakete zu den Planetenräumen) Hermanna Obertha, so se utopije Julesa Verna in Kurda Laßwitza spremenile v nekaj resničnega. Da pa bi lažje razumel to strokovno knjigo, je moral izboljšati svoje do tedaj povprečno razumevanje matematike. Navdahnila ga je tudi knjiga Problem vožnje po vesolju slovenskega astronoma in astrofizika Hermana Potočnika (izdana konec leta 1928 pod psevdonimom Hermann Noordnung). Po letu 1929 je skupaj s Hermannom Oberthom in člani društva za vesoljske polete razvijal rakete z motorji na tekoče gorivo.
Zaradi svojega dobrega šolskega uspeha je lahko že z osemnajstimi leti predčasno opravil maturo na šoli Hermanna Lietza na Spiekeroogu (ust. 1928). Od leta 1930 Von Braun je študiral na Visoki šoli za tehniko v Berlinu-Charlottenburg in na Švicarski državni tehniški visoki šoli Zürich (ETH Zürich). Leta 1932 je pridobil naziv diplomiranega inženirja mehanike na Visoki šoli za tehniko v Berlinu in s pomočjo Walterja Dornbergerja pristopil k raketnemu programu službe za vojaško orožje (Heereswaffenamt). Svoje poskuse je izvajal na testnem območju urada za vojaško orožje v kraju Kummersdorf-Gut, ki leži okoli 30 kilometrov južno od Berlina. Leta 1934 je promoviral na Univerzi Friedricha Wilhelma v Berlinu, z delom O konstruktivnih, teoretičnih in poskusnih prispevkih k problemu rakete na tekoče gorivo (Konstruktive, theoretische und experimentelle Beiträge zu dem Problem der Flüssigkeitsrakete). Istega leta je raketa A-2, ki jo je zasnoval von Braun, vzletela z vzletišča na otoku Borkum in dosegla višino 2200 metrov. Med letoma 1935 in 1937 je von Braun skupaj z ekipo Ernsta Heinkla in testnim pilotom Erichom Warsitzom razvijal raketni motor, ki so ga sprva testirali v Kummersdorfu in kasneje v Neuhardenbergu na letalu Heinkel He 112.

## Peenemünde
Med letoma 1937 in 1945 je bil Wernher von Braun tehnični direktor vojaškega poskusnega centra v kraju Peenemünde na otoku Usedom, kjer je med drugim vodil tudi razvoj velike rakete na tekoče gorivo, imenovane agregat 4 (A-4). Leta 1943 je raketa prešla v serijsko izdelavo, po njenih prvih napadih na London pa so jo preimenovali v V-2 (Vergeltungswaffe 2 - maščevalno orožje 2). A-4 je bila ena izmed prvih uporabnih raket zemlja-zemlja s pogonom na tekoče gorivo. Novost na tej raketi je bila tudi povezava močnega motorja z giroskopom, kar je prvič omogočilo stabilizacijo tira in avtomatično popravljanje odstopanj.
Leta 1942 je prototip presegel višino 80 km, 1945 pa je raketa dosegla okoli 200 km. Tako je raketa A-4 postala prvo telo v vesolju, ki ga je izdelal človek.

## Politika in tehnologija
1. decembra 1938 se je Braun pridružil nacionalsocialistični nemški delavski stranki (NSDAP) in  1. maja 1940 postal član SS (SS št. 185068), kjer se je do 28. junija 1943 povzpel do čina Sturmbannführerja. Zgodovinsko dokazano je tudi to, da je bil von Braun marca 1944 v zaporu. Po Himmlerjevem naročilu ga je gestapo aretiral zaradi izdaje, dezerterstva in načrtovanega bega v Anglijo, za kar bi ga lahko kaznovali s smrtno kaznijo. Ker je bil izjemno pomemben za raketni program, sta Speer in Dornberger Hitlerja prepričala, naj ga izpusti.
29. oktobra 1944 sta Braun in Walter Dornberger za uporabo rakete V-2 na zahodni fronti prejela vojno odlikovanje.
Osebni cilj Wernherja von Brauna so bili vesoljski poleti, kar dokazujejo zasnutki agregatov 9 do 12, ki so vsebovali kapsule za astronavte.
Von Braun je kontroverzna oseba, ker je po naročilu vojske delal na orožju, ki je s takrat neprekosljivim dometom in hitrostjo lahko na cilj dostavil tono razstreliva. Prav tako se je s svojim kasnejšim delovanjem v ZDA na lastno pobudo vključil v oboroževalno tekmo in med drugim pomagal razviti prvo ameriško jedrsko raketo srednjega dometa, imenovano Redstone.

## Dora-Mittelbau
Pri serijski izdelavi raket V-2 so bili udeleženi ujetniki koncentracijskega taborišča Dora-Mittelbau, ki so svoje delo morali opravljati v nečloveških pogojih. Zgodovinarji gledajo zelo kritično na ta del Braunovega življenja, saj je odgovornost za takšen način proizvodnje lahko le stežka zanikal. Drugi mu očitajo, da je bil oportunist.
V dopisu 12. novembra 1943 je tako zahteval 1350 delavcev, ki so v njegovem času vedno bili ujetniki iz koncentracijskih taborišč. Nekateri ujetniki so kasneje trdili, da so ga videli, ko si je ogledoval delovišče. Von Braun pa je trdil, da o trpljenju prisilnih delavcev ni vedel nič in da zanje ni bil odgovoren. Vendar je v intervjuju leta 1969 povedal, da so bili prisilni delavci v »usmiljenja vrednem stanju«, kar je nanj naredilo vtis, zaradi katerega bi »vsakega dostojnega človeka pekla vest«. Po nekaterih navedbah naj bi se sramoval dejstva, da se je kaj takega lahko dogajalo v Nemčiji, vojni situaciji navkljub.
Nobenih neposrednih dokazov ni, da je Wernher von Braun delal v okviru taborišča Dora-Mittelbau, vendar lahko iz pisma Albinu Sawatzkemu, ki je bil odgovoren za načrtovanje in upravljanje proizvodnje V-2 raket, razberemo, da je bil von Braun v koncentracijskem taborišču Buchenwald, kjer je lastnoročno izbiral ujetnike. Leta 1944 je nekaj časa živel v kraju Bleicherode, ki je od taborišča Dora-Mittelbau oddaljen 20 kilometrov.
Pri gradnji objekta Dora-Mittelbau in med proizvodnjo raket A-4 ter drugega orožja je po uradnem štetju umrlo okoli 12 000 prisilnih delavcev. Uporaba orožja pa je zahtevala okoli    8 000 življenj, med katerimi je bilo največ civilistov. Raketa V-2 je bila tako edino orožje, ki je zahtevalo več življenj pri proizvodnji kot pri uporabi.

## Uporaba raket V-2 in konec vojne
Med vojno je bilo uporabljenih 3000 raket V-2, tretjino zoper London, prav toliko zoper Antwerpen, ki je bil zaradi svojega pristanišča velikega pomena za zavezniško preskrbo. Tarča napada je postal tudi Pariz, ki so ga zavezniške sile osvobodile. Skupna rušilna moč vseh izstreljenih raket V-2 je le malo presegala moč enega samega bombnega napada med drugo svetovno vojno. Učinek je bil psihološki, saj pred takšnim orožjem ni bilo zaščite in ne opozorila, vendar pa v vojaškem smislu ni bilo pomembno.
11. aprila 1945 so ameriške sile zasedle proizvodnjo v kraju Bleicherode, t. i. Mittelwerk. Sto raket A-4 so prepeljali v ZDA, kjer so postale temelj ameriškega raketnega programa.
Nekaj dni pred tem so se raketni pionirji Wernherja von Brauna in generala Walterja Dornbergerja umaknili in se naselili po hotelih in vojašnicah v okolici kraja Oberammergau na jugu Nemčije, da bi ušli sovjetskim okupatorjem. Po tem, ko so ameriške sile zasedle Zgornjo Bavarsko, je Wernherjev angleško govoreči brat Magnus von Braun navezal stike z Američani, ki so že med vojno vneto iskali nemške znanstvenike, da bi se polastili njihovega znanja. Brata sta bila prepričana, da bo njuno poznavanje raket pri njih vzbudilo zanimanje. 2. maja 1945 se je Wernher skupaj z drugimi znanstveniki iz svoje ekipe v Oberjochu predal ameriškim silam.
Američani so Wernherja von Brauna pozimi 1945/46 nastanili v kraju Bad Kissingen, kjer je bilo tudi središče operacije Overcast in zatočišče za mnoge znanstvenike. Spomladi 1946 so znanstvenike prepeljali v ZDA, medtem ko so že leta 1945 več kot sto znanstvenikov poslali v ZDA, v sklopu operacije Overcast, ki so jo marca 1946 preimenovali v operacijo Paperclip. Tudi Walter Dornenberg iz urada za vojaško orožje je leta 1947 v ZDA našel novo delovno okolje. Von Braun je bil sprva zaposlen v Fort Bliss, pod nadzorom ameriških oboroženih sil, po letu 1950 pa je vodil skupino več kot stotih raziskovalcev ameriške vojske. Njegovo nacistično preteklost so velikodušno prezrli.

## NASA
Von Braun je postal strokovni svetovalec v ameriškem raketnem programu, nadaljeval pa je tudi delo v kraju White Sands v Novi Mehiki leta 1945 umrlega raketnega pionirja Roberta Goddarda. Od leta 1950 dalje je delal v Huntsvillu kot vodja razvoja rakete Redstone, jedrske rakete kratkega dometaa, ki jo je uporabljala ameriška vojska.
Svoje ideje o vesoljskih poletih s človeško posadko je 12. oktobra 1951 lahko predstavil na prvem simpoziju vesoljskih poletov (First Symposium on Space Flight), ki se je odvijal v planetariju Hayden v New Yorku. Med marcem 1952 in aprilom 1954 je skupaj z drugimi avtorji objavil vrsto člankov v reviji Collier's Weekly in s tem širši ameriški javnosti pokazal, da so vesoljski poleti s človeško posadko tehnično izvedljivi.
8. maja 1952 se mu je rodila hči Margrit Cecile, 14. aprila 1955 pa je von Braun postal ameriški državljan. 17. februarja 1958 je krasil naslovnico revije TIME, kjer je bil poimenovan kot raketni mož (missileman). 21. oktobra 1959 so ga uradno premestili v NASO, tik po tem, ko se je vodstvo odločilo zgraditi novo nosilno raketo, kasneje imenovano Saturn V.
2. junija 1960 je na svet prijokal njegov sin Peter Constantin, istega leta pa je von Braun postal direktor vesoljskega centra Marshall Space Flight Center v Alabami, kjer je ostal do leta 1970 in igral odločilno vlogo pri uspešno izvedenih projektih Mercury, Gemini in Apollo. Vodil je razvoj prve stopnje nosilne rakete Saturn V, ki so jo prvič preizkusili 27. oktobra 1961.
Njegov največji uspeh in izpolnitev njegovih dolgoletnih sanj je bil pristanek na Luni s človeško posadko leta 1969. Njegov sovjetski tekmec, Sergej Pavlovič Koroljov, oče sovjetskih vesoljskih poletov, tega dogodka ni doživel, umrl je namreč že leta 1966. Von Braun je za Koroljeva prvič slišal šele po njegovem državnem pogrebu, saj so bile podrobnosti o sovjetskem vesoljskem programu uradna skrivnost.
Med letoma 1970 in 1972 je Wernher von Braun deloval kot namestnik direktorja NASE ter se zavzemal za nadaljevanje projektov, med njimi tudi za misijo na Mars s človeško posadko. Ker je ameriški kongres močno znižal proračun NASE, je leta 1972 razočaran zapustil svoje delovno mesto in postal podpredsednik letalskega in vesoljskega koncerna Fairchild.
31. decembra 1976 se je Wernher von Braun upokojil, 16. junija 1977 pa je v Aleksandriji, Virginija, umrl za posledicami ledvičnega raka. Pokopan je na tamkajšnjem pokopališču Ivy Hillside Cemetery. Na nagrobniku je njegovo ime, leto rojstva in smrti, prav tako pa tudi psalm 19, 1: »Nebesa pripovedujejo o Božji slavi, nebesni svod sporoča o delu njegovih rok.« Von Braun je bil evangeličanske veroizpovedi.

## Sekundarna literatura
- Brauburger, Stefan. Wernher von Braun. Ein deutsches Genie zwischen Untergangswahn und Raketenträumen. Pendo Verlag. München, 2009.
- Kulke, Ulli. Weltraumstürmer. Werner von Braun und der Wettlauf zum Mond. Quadriga. Berlin, 2012.
- Ruland, Bernd. Wernher von Braun: Mein leben für die Raumfahrt. Burda Verlag. Offenburg, 1969.